# Pedúnculo cerebral
Los pedúnculos cerebrales (no confundir con pedúnculos cerebelosos) son dos masas o cordones nerviosos blancos de forma cilíndrica separados entre sí por una fosa interpeduncular o espacio perforado posterior. Se encuentran en la parte superior del tronco encefálico, sobre la protuberancia anular, y desaparecen en los hemisferios izquierdo y derecho. Su función principal es unir, y de esta manera comunicar, el mesencéfalo con el cerebro, interviniendo así en el control reflejo de los movimientos oculares y en la coordinación de estos movimientos con la cabeza y el cuello.
Las tres áreas comunes que dan origen a los pedúnculos cerebrales son la corteza, la médula espinal y el cerebelo. El pedúnculo cerebral se encuentra en su totalidad en el mesencéfalo, a excepción del téctum. La región incluye el tegmento del mesencéfalo, crus cerebral y pretectum. Según esta definición, los pedúnculos cerebrales son también conocidos como los basis pedunculi, mientras que el paquete ventral grande de las fibras eferentes se conoce como la crus cerebral o el pes pedunculi. Existen numerosas vías nerviosas que se encuentran dentro de esta sección del tronco cerebral. Es de destacar que en el circuito cerebral peduncular las fibras de las áreas motoras del cerebro den proyecto al pedúnculo cerebral y luego proyectan a varios núcleos talámicos.
Los pedúnculos cerebrales están estructurados por fibras nerviosas, incluyendo las fibras de los tractos corticopontino (tracto que une la corteza cerebral con el puente de Varolio) y corticoespinal (tracto que une la corteza cerebral con la medula espinal), entre otros.

## Estructura
En sección transversal, cada pedúnculo consiste en una parte dorsal y una ventral, separados por una lámina de pigmentación de la sustancia gris, llamada sustancia negra. La parte dorsal es el tegmento; la ventral, la base o costra, las dos bases están separadas unas de otras, pero la tegmenta se unen en el plano medio de una prolongación hacia delante del rafe de la protuberancia. Lateralmente, la tegmenta son libres; dorsal, se mezclan con los cuerpos cuadrigéminos.